# Krakatit (Kašlík)
Krakatit je opera českého hudebního skladatele Václava Kašlíka napsaná v letech 1958 až 1960. Libreto napsal sám skladatel ve spolupráci s režisérem Otakarem Vávrou podle stejnojmenného románu Karla Čapka, a to plně v duchu filmového scénáře zmiňovaného českého režiséra a s využitím básní Fráni Šrámka a Vítězslava Nezvala.

## Inscenační  historie
Opera byla v roce 1961 nejprve uvedena na obrazovkách Československé televize (5. března) a vzápětí (20. května) na jevišti ostravské opery. O pět let později pak byla scénicky uvedena pražským Národním divadlem v rámci festivalu Pražské jaro 1966. Roku 1973 následovala inscenace v Divadle Oldřicha Stibora v Olomouci. Pražské Národní divadlo pak Krakatit znovu uvedlo po více než 40 letech v dubnu 2017 u příležitosti 100. výročí narození Václava Kašlíka.

## Zajímavost
Do partitury opery začlenil Kašlík dva magnetofonové pásy, z nichž je v průběhu opery pouštěna celá řada zvuků, jako např. zvonění, tikot hodin, úder do traverz, klaksony, cirkulárka nebo letecké motory.     

## Osoby a první obsazení
| osoba                | hlasový obor  | televizní premiéra (5. března 1961) | jevištní premiéra (20. května 1961) |
| -------------------- | ------------- | ----------------------------------- | ----------------------------------- |
| Ing. Prokop          | tenor         | Beno Blachut                        | Jiří Zahradníček                    |
| Ing. Tomeš           | tenor         |                                     | Lubomír Procházka                   |
| Dr. Tomeš            | bas           | Rudolf Jedlička                     | Karel Průša                         |
| Carson               | tenor         | Milan Karpíšek                      | Oldřich Lindauer                    |
| D'Hémon              | baryton       | Ladislav Mráz / Rudolf Pellar       | Čeněk Mlčák                         |
| Baron Rohn           | bas           | Karel Berman                        | Jiří Herold                         |
| Anči                 | soprán        | Hana Böhmová                        | Věra Nováková                       |
| Princezna Vilemína   | alt           | Ivana Mixová                        | Dagmar Průšová                      |
| Prostitutka          | soprán        | Miloslava Fidlerová                 | Věra Heroldová                      |
| Neznámá dívka        | soprán        | Miloslava Fidlerová                 | Věra Heroldová                      |
| Anarchista Rosso     | tenor         |                                     | Lubomír Procházka                   |
| Pošťák               | baryton       | Jan Konstantin                      | Vojtěch Zouhar                      |
| Hlídač               | bas           | Jiří Joran                          | Jiří Herold                         |
| Lékař                | bas           | Václav Bednář                       | Karel Průša                         |
| Ošetřovatelka        | soprán        | Hana Böhmová                        | Věra Nováková                       |
| Zpěvák               | tenor         | Milan Karpíšek                      | Oldřich Lindauer                    |
| Zpěvačka v baru      | alt           | Ivana Mixová                        | Dagmar Průšová                      |
| Kouzelník ve varieté | baryton       | Ladislav Mráz                       | Čeněk Mlčák                         |
| Dirigent:            | Dirigent:     | Bohumil Gregor                      | Bohumil Gregor                      |
| Režie:               | Režie:        | Václav Kašlík                       | Ilja Hylas st.                      |
| Scéna:               | Scéna:        |                                     | Vladimír Šrámek                     |
| Kostýmy:             | Kostýmy:      |                                     | Bedřiška Ustohalová                 |
| Choreografie:        | Choreografie: |                                     | Pavel Šmok                          |
| Kamera:              | Kamera:       | Jaromír Novotný                     | –                                   |

## Děj opery

### 1. díl
Nad operačním stolem hovoří lékař a ošetřovatelka o pacientovi v bezvědomí. Neměl u sebe doklady, ale podle popálených rukou usuzují na chemika. Zákrok začíná – Zraněný inženýr Prokop se belhá po cestě. Zastaví starého pošťáka a přesvědčí ho, aby ho odvezl k doktoru Tomšovi do Týnice. V Týnici dorazí Prokop k doktoru Tomšovi; otevírá mu jeho dcera Anči. Prokop se ptá po mladém Tomšovi, lékařovu synovi, a když zjistí, že tu není, omdlí.
Prokopova vzpomínka: Potácí se po velkoměstské ulici a před jakýmsi barem se k němu hlásí jako starý známý ing. Tomeš. Když Tomeš vidí, že Prokop je nemocný a zraněný, odvádí ho k sobě domů a ošetřuje ho. Prokop napůl blouzní, napůl vypráví o tom, jak vynalezl nesmírně silnou výbušninu, kterou nazval krakatit. Pak usíná v horečnatých snech a zdá se mu, že je na univerzitě v kolokviu. Ve skutečnosti po něm ing. Tomeš – který je pro svůj hýřivý život na mizině – vyzvídá složení a způsob výroby krakatitu. Když se Prokop vzbudí, je Tomeš pryč – podle lístku odjel do Týnice požádat otce o peníze. U dveří zazvoní neznámá dívka; je velmi rozrušená, ptá se po mladém Tomšovi a nakonec přenechává Prokopovi jakousi důležitou obálku pro Tomše. Prokop, kterému dívka učarovala, jí slibuje, že zprávu odveze do Týnice.
Už dvanáct dní leží Prokop v horečkách u doktora Tomše, Anči a doktor ho ošetřují. Anči mu zpívá. Později Prokop pomáhá doktoru Tomšovi s přípravou léků a vedou politický rozhovor o výbušninách. Doktor je odvolán do vedlejší vsi k porodu a Prokop zůstává s Anči. Ta se do něj zamilovala, ale Prokop se zdráhá lásku nevinné venkovské dívky přijmout. Chtěl by zde zůstat, ale z iluzí ho vytrhne inzerát v novinách, kde jakýsi ing. Carson hledá inženýra Prokopa – značka: Krakatit. Prokopovi se zjevují obrazy z jeho života spojené s prací v laboratoři a výbuchem, který ji zdemoloval.
Prokop se vrací do své malé laboratoře na okraji Prahy a nachází v ní Carsona. Ten ho s sebou bere do baru a nabízí mu spolupráci: ohromnou kariéru, nejlépe vybavenou laboratoř na světě… Vypráví, že do jejich továrny přišel ing. Tomeš s krabičkou krakatitu, údajně získanou od zemřelého přítele, a se slibem tuto nesmírně účinnou výbušninu vyrobit. Ale jeho pokusy se nedaří a Carson vypátral a nyní se snaží získat živého Prokopa. Prokop odmítá svůj objev k válečnému použití prodat. Carson Prokopovi stále nalévá a ještě mi vypráví, že krakatit, není-li izolován v porcelánu, vybuchuje v pravidelných časech dvakrát týdně, zřejmě vlivem neznámých vln vysílaných z tajné stanice, kterou se snaží najít. Poté Prokopa, již silně podnapilého a čím dál vyděšenějšího z potenciální zkázy, kterou může jeho vynález způsobit, naloží do auta a následně do letadla a odváží neznámo kam.

### 2. díl
Na zámku v Balttinu, poblíž obrovské muniční továrny, se unyle baví šlechta a velkoprůmyslníci. Carson přivádí vzpírajícího se Prokopa, láká ho nabídkou nejmodernějších laboratoří a představuje mu „velitelku“, okouzlující a smyslnou princeznu Vilemínu, jakož i záhadnou excelenci pana d'Hémona. Ale Prokop chce mluvit jen s Tomšem, a když zjistí, že ten po neúspěších utekl, chce pryč. Utíká a honí ho vojáci; Carson volá, aby Prokopovi neublížili, protože má velkou cenu. Pobavená princezna vše sleduje a nakonec Prokopa ukryje ve svém apartmá. Podaří se jí vynálezce okouzlit a ten ji chce zaimponovat tím, že dokáže vyrobit třaskavinu třeba i z její pudřenky. Princezna sázku přijímá, ale za tím účelem musí Prokop spolupracovat…
Prokop splnil slovo, v balttinských laboratořích vyrobil výbušninu z pudru. Pro větší bezpečnost zakopává pudřenku do země. Když už má vybuchnout, objeví se bezstarostná princezna a Prokop ji těsně před explozí strhne k zemi; princezna to využije k tělesnému sblížení. Carson mezitím Prokopovi gratuluje k úspěchu, ale opět mu připomíná, co po něm chce hlavně – krakatit.
Princezna hraje ve svém pokoji na cembalo a zpívá si; Prokopa v zahradě na každém kroku sleduje stráž. Prokop si stěžuje Carsonovi, ale vydat krakatit nadále odmítá. Carson se mu snaží vyhrožovat, ale Prokop se nebojí – má vždy po ruce třaskaviny, kterými se ubrání. – Princezna Prokopa svede, aby neutekl, a poté po něm chce, aby pro ni vyrobil krakatit… – V laboratoři pak Carson k Prokopovi přivádí ředitele balttinských továren, barona Rohna. Ten Prokopovi nabízí, aby vstoupil do jejich armády; za mimořádné zásluhy (rozuměj vynález krakatitu) mu udělí vysokou hodnost a pak si ho může vzít za manžela i pyšná princezna. Prokop se jim vysmekne, vyhledá princeznu a vmete jí do tváře, že po něm chce jen lstí vyloudit jeho vynález. Ale Prokop odmítá být nápomocen k přípravě války. Zhrzená princezna ho vyhazuje. Objeví se d'Hémon, zabije Prokopova strážce a odveze vynálezce pryč z Balttinu.
Na okamžik se ocitáme zpět u operačního lůžka; operace se nachází v kritické fázi.
D'Hémon přivádí Prokopa do tajného doupěte svržených vládců z celého světa. Ti chystají odplatu a je to d'Hémon, kdo provozuje radiovou stanici způsobující výbuchy krakatitu. D'Hémon vrací Prokopovi krabičku se zbytkem původní dávky krakatitu a svádí ho k ovládnutí světa, který bude mít s Krakatitem ve své moci. Podivná společnost oslavuje Prokopa a chystá se pokořit svět. Vynálezcovu pozornost upoutá prostitutka, která mu připomíná Neznámou dívku, Tomšovu přítelkyni. Mezitím se krabičky zmocní Rosso a chce poroučet ostatním, ale to ho přemohou a ubijí. Krakatit se vysype a spiklenci ho sbírají pro sebe. – D'Hémon odvádí Prokopa do stanice vysílající antivlny, které jedním zmáčknutím tlačítka aktivuje; v obrovském výbuchu zahyne celá společnost spiklenců. Naposledy přemlouvá Prokopa, aby s ním začal válku proti celému světu, ale Prokop stále odmítá. D'Hémon mizí.
Prokop se ocitá u prachárny v Grottupu, kde nyní pracuje Tomeš. Prokop mluví s hlídačem, ale dozvídá se, že s ním Tomeš nechce mluvit. Marně Prokop volá varování před Krakatitem a vysokofrekvenčními vlnami. Hlídač ho vyhání střelbou, a když už je Prokop daleko, sleduje obrovský výbuch grottupské továrny. – Po bloudění krajinou potkává Prokop opět starého pošťáka. I on ví o zániku Grottupu a o tom, že tam zahynulo mnoho lidí. Kárá Prokopa za jeho pýchu a radí mu soustředit se na vynálezy, které by byly lidem k užitku. Prokop souhlasí.
Objeví se opět operační stůl. Pacient otevírá oči – je zachráněn.

## Instrumentace
Flétna, dva hoboje, tři klarinety, fagot, tři trubky, tři pozouny, tympány, bicí souprava, harfa (celesta), elektrické varhany, kytara, klavír, smyčcové nástroje (housle, violy, violoncella, kontrabasy). Dva magnetofonové pásy.